# Chlorurus
Chlorurus – rodzaj ryb okoniokształtnych z rodziny skarusowatych.

## Klasyfikacja
Gatunki zaliczane do tego rodzaju:
| - Chlorurus atrilunula - Chlorurus bleekeri - Chlorurus bowersi - Chlorurus capistratoides - Chlorurus cyanescens - Chlorurus enneacanthus - Chlorurus frontalis - Chlorurus genazonatus - Chlorurus gibbus | - Chlorurus japanensis - Chlorurus microrhinos - Chlorurus oedema - Chlorurus perspicillatus - Chlorurus rhakoura - Chlorurus sordidus - Chlorurus strongylocephalus - Chlorurus troschelii |

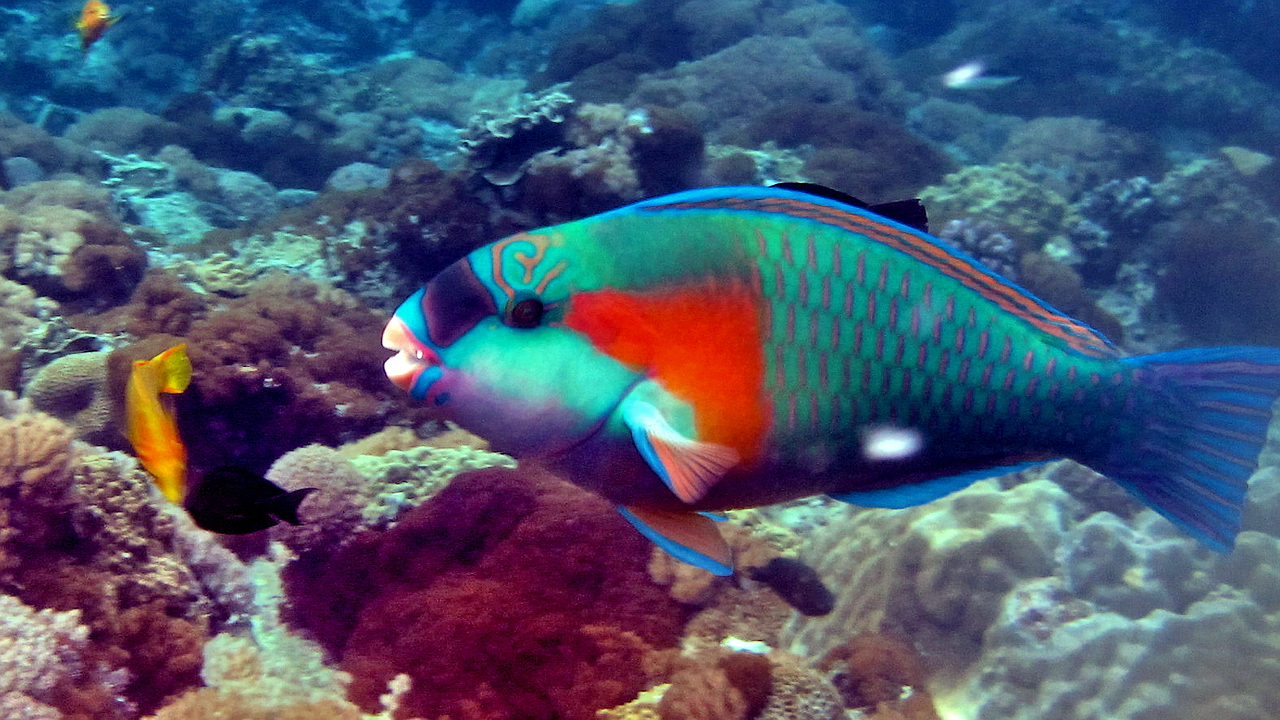
Chlorurus bowersi
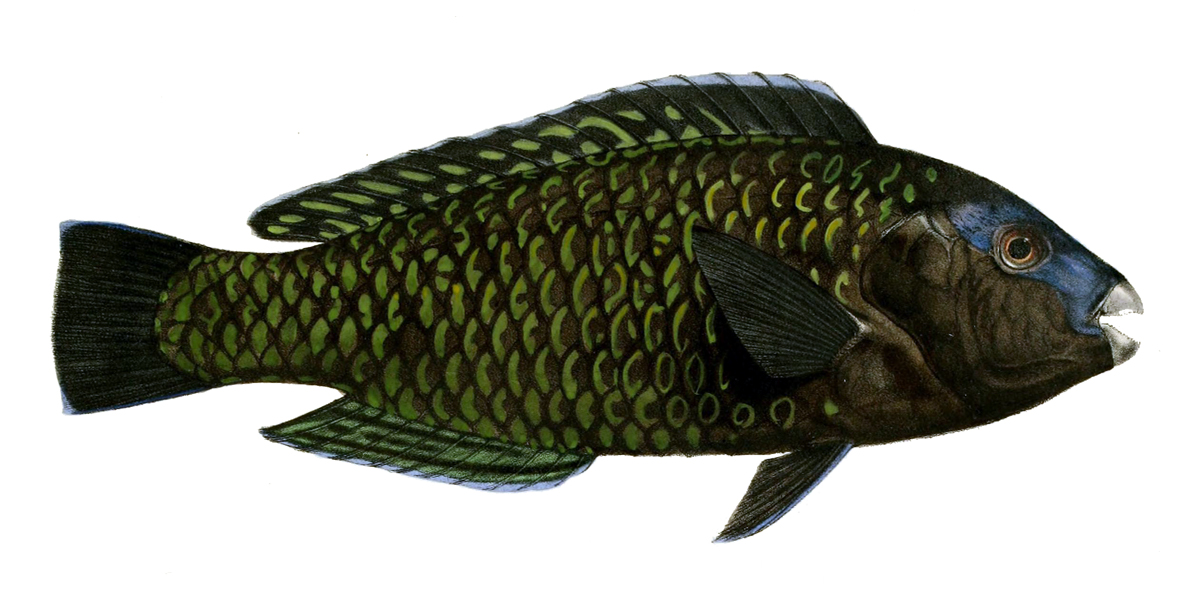
Chlorurus cyanescens
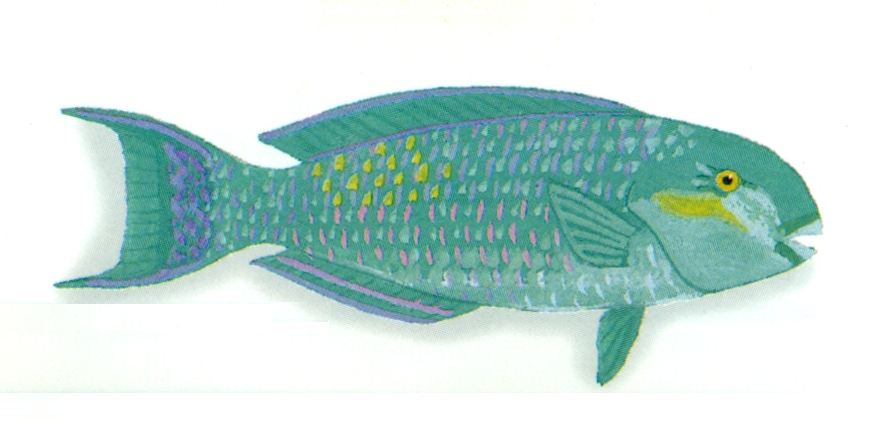
Chlorurus gibbus
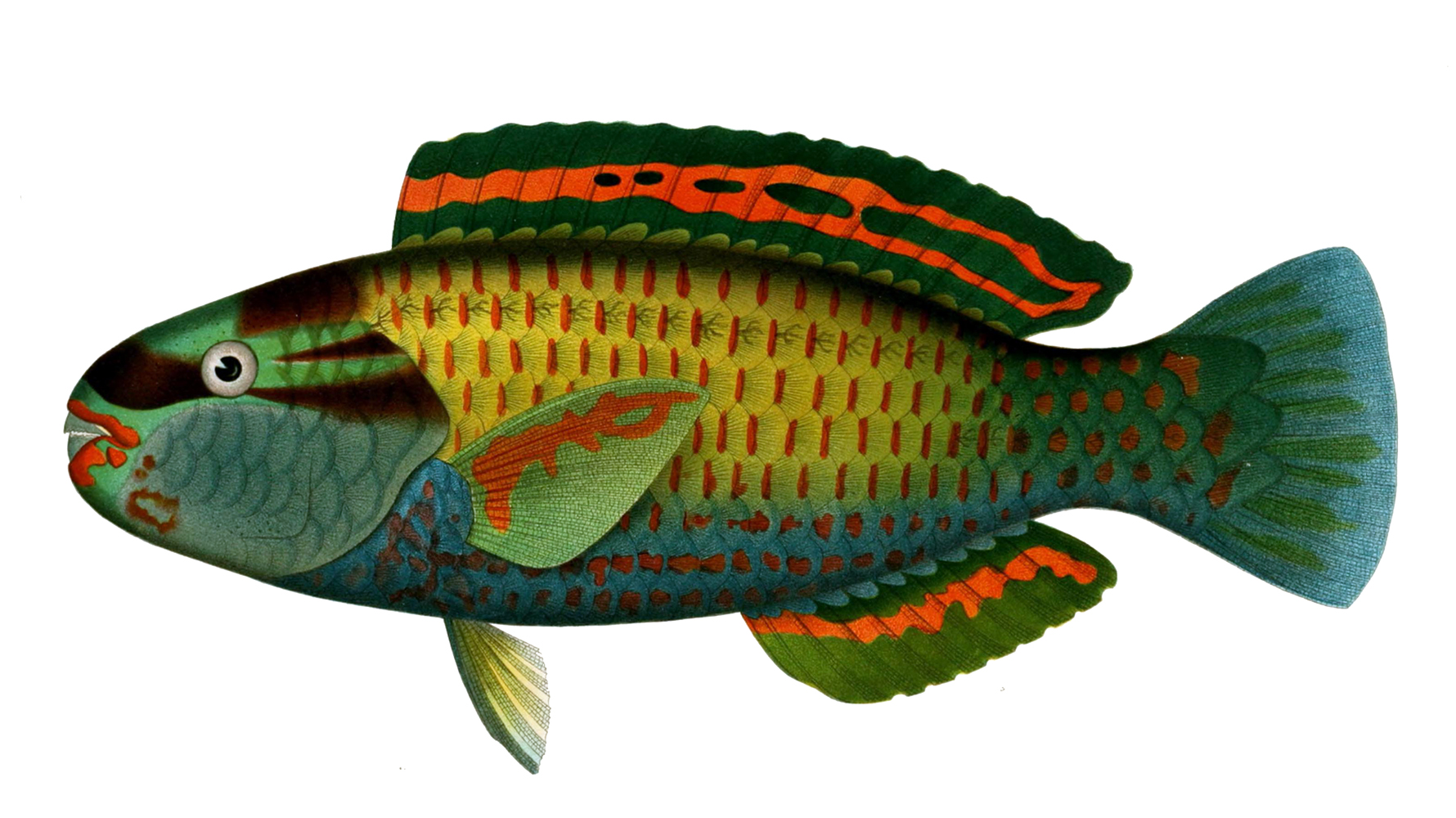
Chlorurus japanensis
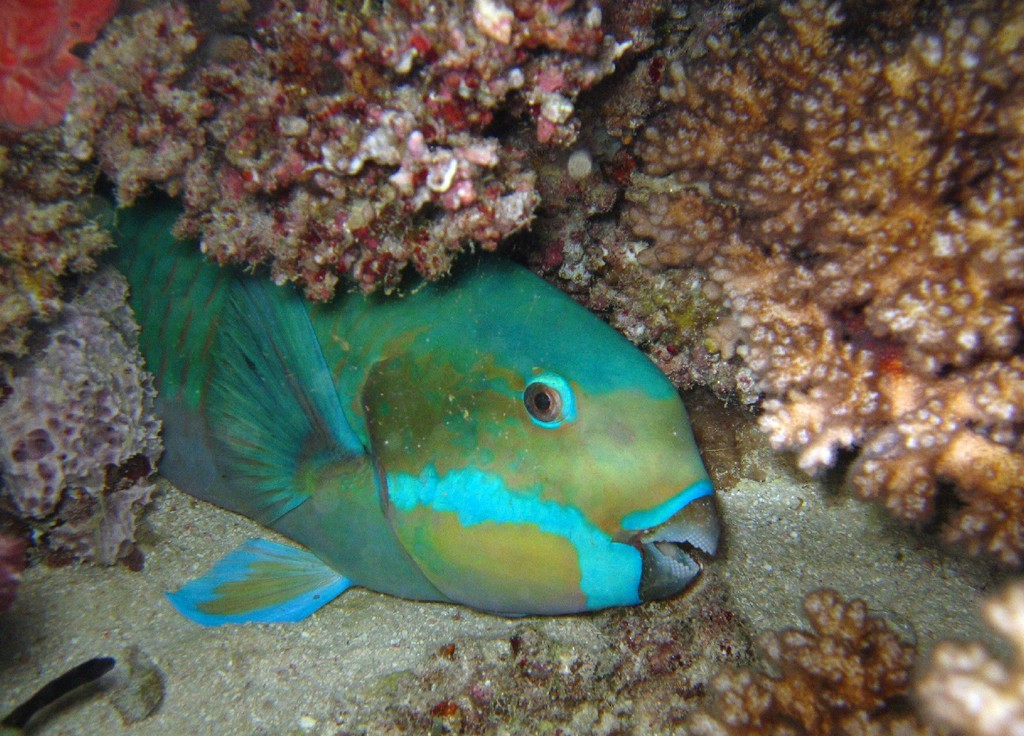
Chlorurus microrhinos
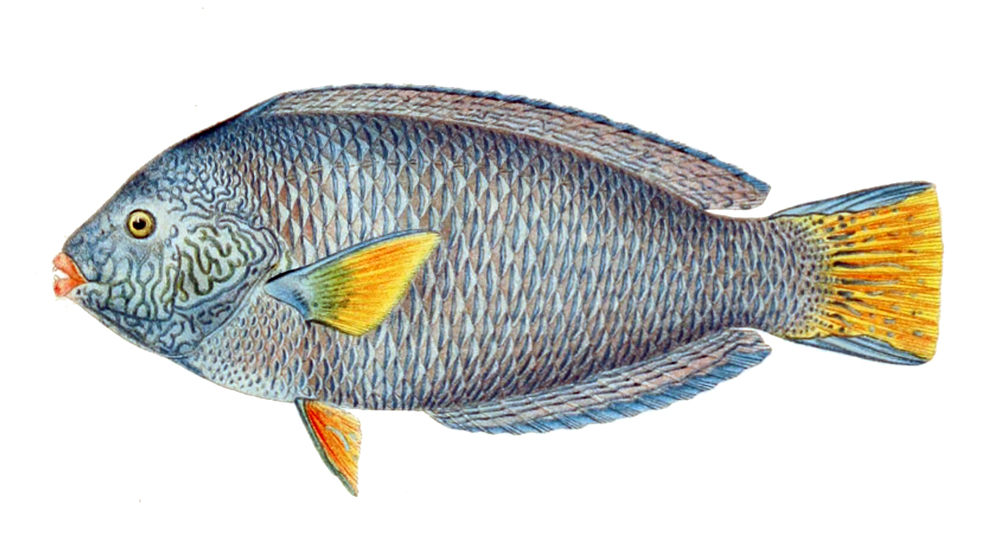
Chlorurus perspicillatus
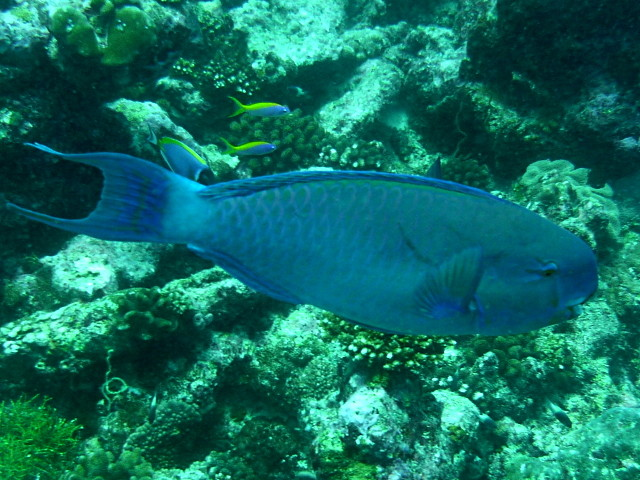
Chlorurus strongylocephalus
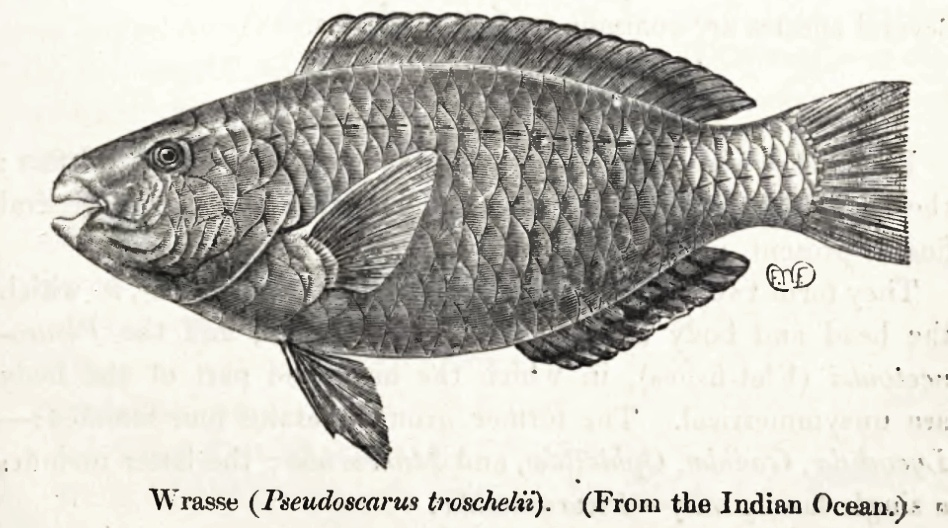
Chlorurus troschelii